# Pinkerton National Detective Agency

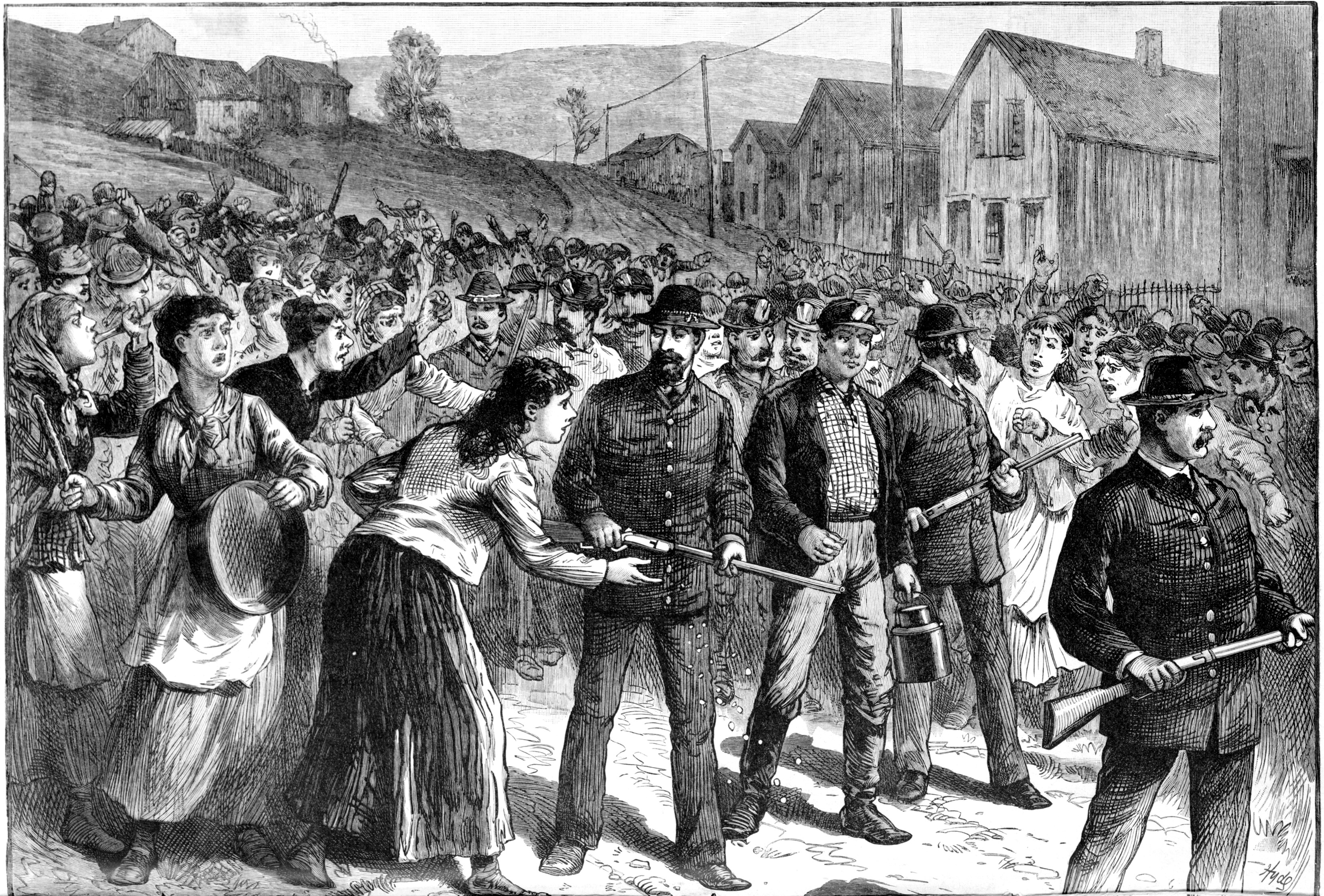
Des gardes de Pinkerton escortent des briseurs de grève à Buchtel, 1884.

La Pinkerton National Detective Agency (« Agence nationale de détectives Pinkerton »), ou Pinkerton's National Detective Agency, dont les agents sont généralement appelés simplement Pinkertons, est une agence privée américaine de détectives et de sécurité créée par Allan Pinkerton à Chicago en 1850.

## Histoire
En 1861, ils font échouer le complot de Baltimore visant à assassiner Abraham Lincoln, nouvellement élu président.
Pendant la guerre de Sécession, les Pinkertons espionnent les Sudistes et se mettent au service d’Abraham Lincoln.
En 1869, l’agence emploie 10 000 agents et fait régner la loi dans un Far West où la police n’existe pratiquement pas. Mais cela ne rapporte pas assez d'argent.
Dès 1877, l'agence se met au service du patronat pour briser le mouvement syndical naissant dans tout le pays. Ses agents sont payés pour infiltrer les syndicats et les usines. Les ouvriers les appelaient « les Pinkerton sanguinaires ». L'agence contribue à éliminer les Molly Maguires — une association secrète de mineurs — dont vingt seront exécutés et des dizaines emprisonnés. L'agence pourrait aussi, lors de la répression de la grève des mineurs de Schuylkill (Pennsylvanie), être impliquée dans les meurtres de trois syndicalistes.
Après la mort de leur père, les deux fils d'Allan, Robert et William Pinkerton, poursuivent les activités de l'agence, qui s'illustrera parfois par des opérations peu glorieuses.
Leur implication la plus connue fut le massacre de Haymarket Square à Chicago le 3 mai 1886. Les Pinkertons s'étaient infiltrés parmi les ouvriers grévistes des usines de Chicago et étaient présents lors de la manifestation du 3 mai. Après l'affrontement sanglant entre les grévistes et les forces de l'ordre, les Pinkertons ont été accusés par de nombreux ouvriers d'avoir sciemment déclenché l'affrontement. C’est cet événement qui va lancer les journées de grèves internationales du 1er mai. Huit dirigeants syndicaux seront arrêtés, quatre seront pendus et un se suicidera. Ils sont surnommés « les martyrs de Haymarket ».

### Grève de Homestead

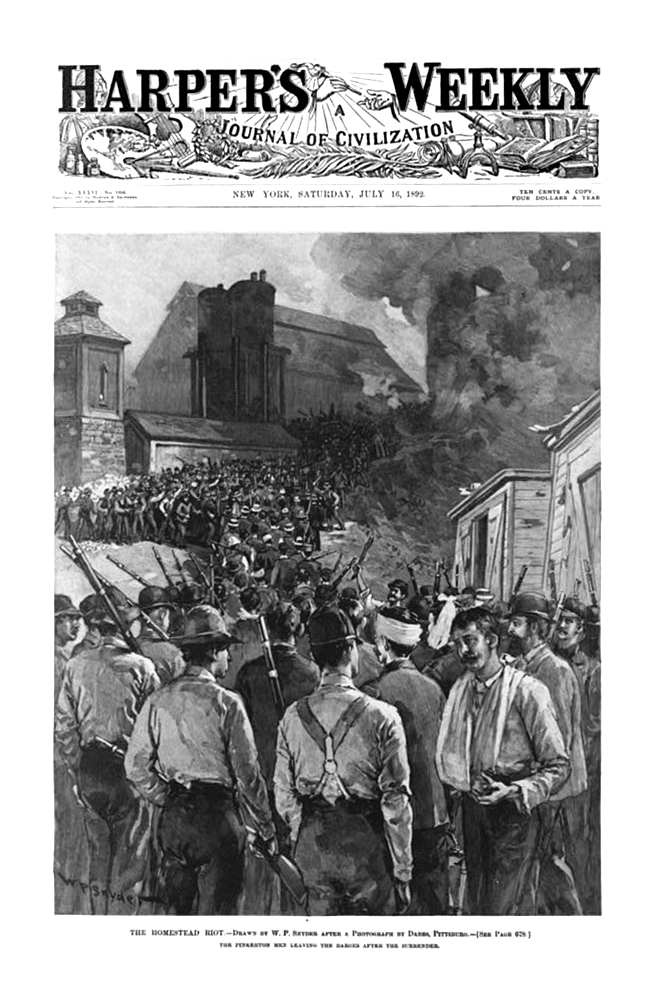
Des agents Pinkerton après leur reddition pendant la grève de Homestead.

Fort de son succès à Chicago, Pinkerton récidive en 1892 contre les métallos de Pennsylvanie lors de la grève de Homestead. Les ouvriers armés de l’aciérie Homestead font prisonniers 300 Pinkertons qu’ils expulsent de l’usine sous les quolibets.
Avec l’apparition du syndicat révolutionnaire Industrial Workers of the World (IWW), patrons et autorités fédérales font de plus en plus appel aux Pinkertons et aux gangsters, dont le plus connu est Axel Steele, qui sema la terreur dans l’Utah dans les années 1910. Truand notoire, il est nommé shérif adjoint et chargé de briser les grèves en recrutant de la main-d'œuvre d'origine asiatique, en faisant tirer sur les manifestants et en assassinant les dirigeants syndicaux. Ce fut le cas en 1912 à Bingham Canyon dans l'Utah (en), contre le mouvement de la Western Federation of Miners (en), puis l’année suivante contre les mineurs de Salt Lake City, où les mines appartenaient à la hiérarchie mormone[réf. nécessaire].
Quant aux Pinkertons, on les retrouve à l’été 1917 à Butte, dans le Montana, où ils brisent la grève des mineurs de l’Anaconda Copper Company, en lynchant (au sens propre du terme) Frank Little, le chef de file de la grève. Pendant l’entre-deux-guerres, le gouvernement américain promulgue des lois dites « contre le syndicalisme criminel » ; elles permettent l’arrestation de milliers de membres de l’IWW simplement pour diffusion de journaux et de tracts[réf. nécessaire].
L'écrivain et auteur de nouvelles policières Dashiell Hammett a travaillé chez Pinkerton en tant que détective et y a puisé une partie de son inspiration pour ses écrits.
En 1999, la Pinkerton agency, qui employait alors 48 000 détectives répartis dans 250 bureaux, est rachetée par le groupe suédois Securitas AB pour la somme de 3 milliards de couronnes (337 millions d'euros).
En avril 2023, l'agence Pinkerton a été engagée par Wizards of the Coast, l'éditeur du jeu de cartes à collectionner Magic: The Gathering, pour récupérer des cartes d'une extension pas encore sortie qui avaient été divulguées prématurément par un YouTubeur, suscitant une certaine controverse,.

## Dans la culture populaire
- Dans le jeu vidéo BioShock Infinite, le personnage incarné par le joueur, Booker Dewitt, est un ancien des Pinkertons qu'il a rejoint après avoir participé au massacre de Wounded Knee. Il aurait pris part aux infiltrations de syndicat et son passé est décrit comme celui d'un voyou plutôt sanguinaire, donnant aux Pinkertons une image très négative.
- Dans le roman La Vallée de la peur de Conan Doyle, Sherlock Holmes enquête sur le meurtre d'un certain Douglas, en réalité un ancien des Pinkertons ayant traqué et fait tomber une bande d'assassins qui, lors de leur sortie de prison, ont juré sa perte.
- Dans la série de livres Les Premières Aventures de Sherlock Holmes, le précepteur de Sherlock, Amyus Crowe est décrit comme ayant fait partie de l'agence Pinkerton et même être demeuré très proche du fondateur.
- Dans la série Deadwood, le mari d'Alma Garret menace Al Swearengen de faire venir les Pinkertons à Deadwood pour enquêter sur la concession que ce dernier lui a vendu.
- Lucky Luke contre Pinkerton, bande dessinée. En fin d'ouvrage, on peut voir une photo de Pinkerton aux côtés de Lincoln.
- Une série de BD est sortie sous le nom de Pinkerton[10] de Rémi Guérin (scénariste) Sébastien Damour (dessin) et Paolo Francescutto (couleur), qui décrit certains contrats, vrais ou fictifs. Quatre tomes traitants d'affaires différentes et non chronologique. T1 (2013) : Dossier Jesse James - 1875, T2 (2014) : Dossier Abraham Lincoln - 1861, T3 (2015) : Dossier massacre d'Antietam - 1862, T4 (2016) : Dossier Allan Pinkerton - 1884 qui conclut la série. Sans être complètement biographique, les auteurs prennent le parti de révéler une organisation cynique où « la fin justifie les moyens ».
- Une série de romans de littérature jeunesse écrits par Michel Honaker mettent en scène l'agence Pinkerton (Flammarion, 2011).
- Dans la série Ripper Street, le capitaine Homer Jackson est un ancien Pinkerton en cavale à Londres, qui aurait participé aux événements du Haymarket Square à Chicago.
- Dans la série The Lizzie Borden Chronicles, Charlie Siringo, personnage joué par Cole Hauser (le chasseur de primes Johns dans Pitch Black), est un Pinkerton.
- Dans la série Penny Dreadful, le père du personnage Ethan Chandler envoie des Pinkertons en Angleterre à sa poursuite pour le ramener aux États-Unis.
- Dans les jeux vidéos Red Dead Redemption et Red Dead Redemption II, se déroulant entre 1899 et 1914, ces derniers sont engagés pour rechercher la bande de Dutch à Blackwater après leur braquage d'un bateau de transport de fonds causant la mort d'une femme innocente. Ils interviennent également pour défendre les intérêts du patronat face à ces Hors-la-loi, notamment ceux de Leviticus Cornwall, un magnat de l'industrie des transports ferroviaires. Les détectives de la Pinkerton se montrent particulièrement hostile face au mode de vie des hors-la-loi, voulant apporter modernité, sécurité et civilisation partout où la violence, les vols et la barbarie règne dans l'Ouest, alors qu'ils sont souvent considérés par ces derniers comme « les toutous des riches et du patronat ».
- Dans le 2e épisode  de la 13e saison des Enquêtes de Murdoch, le patron du port fait appel à l'agence Pinkerton pour casser la grève des Docker avec une référence claire à la grève que l'agence avait cassée auparavant.
- Dans un roman paru en 2020, Jonathan Werber, fils de l'écrivain Bernard Werber, publie un roman associant l'agence Pinkerton à une enquête pour démasquer les sœurs Fox, qui sont à l'origine du mouvement spiritiste.
- Dans le film 3 h 10 pour Yuma, lors de la première scène d'action, Ben Wade (Russell Crowe) et son équipe, attaque la diligence protégée par les Pinkertons. Après avoir immobilisé la diligence, Charlie Prince (Ben Foster) tue l'agent, et dit « je hais les Pinkertons ».
- Dans le jeu video Call of Juarez : Gunslinger, l'agence Pinkerton est mentionnée plusieurs fois.

## Compléments